# Тачанка (песня)
Тача́нка (иногда «Песня о Тачанке») — советская революционная песня позднего межвоенного периода, музыка написана Константином Листовым и слова написаны Михаилом Рудерманом в 1937 году. В ней описывается безымянное сражение во время Гражданской войны в России и тачанки, использовавшиеся в то время Красной Армией. Песня претерпела несколько лирических изменений за эти годы и фигурирует в репертуаре Хора Красной Армии и Леона Лишнера.

## Текст песни
Ты лети с дороги, птица,

Зверь, с дороги уходи!

Видишь, облако клубится,

Кони мчатся впереди!

И с налёта, с поворота,

По цепи врагов густой

Застрочит из пулемёта

Пулемётчик молодой.

Припев:

Эх, тачанка-ростовчанка,

Наша гордость и краса,

Приазовская тачанка,

Все четыре колеса!

Эх, за Волгой и за Доном

Мчался степью золотой

Загорелый, запылённый

Пулемётчик молодой.

И неслась неудержимо

С гривой рыжего коня

Грива ветра, грива дыма,

Грива бури и огня.

Припев:

Эх, тачанка-киевлянка,

Наша гордость и краса,

Украинская тачанка,

Все четыре колеса!

По земле грохочут танки,

Самолёты петли вьют,

О будённовской тачанке

В небе лётчики поют.

И врагу поныне снится

Дождь свинцовый и густой

Боевая колесница,

Пулемётчик молодой.

Припев:

Эх, тачанка-полтавчанка,

Наша гордость и краса,

Пулемётная тачанка,

Все четыре колеса!
1 Упоминание Красной конницы в некоторых версиях заменено строкой «Приазовская тачанка».
2 Упоминание комсомола в некоторых версиях опущено и заменено строкой «Украинская тачанка».